# Маргарет Беккет
Маргарет Мері Бекетт (до шлюбу Джексон, англ. Margaret Mary Beckett (Jackson); нар. 15 січня 1943) — британська політикиня, депутатка Палати громад з 1974 по 1979 і з 1983 року, заступниця голови Лейбористської партії з 18 липня 1992 по 21 липня 1994 року. Після смерті лідера партії Джона Сміта виконувала обов'язки лідерки лейбористів з 12 травня по 21 липня 1994 року.
Після перемоги лейбористів на виборах в 1997 році, Беккет увійшла до Кабінету міністрів, очолюваний Тоні Блером, і 2 травня 1997 зайняла посаду голови Ради з торгівлі. 27 липня 1998 була призначена лідеркою Палати громад, а з 8 червня 2001 року — державною секретаркою з питань довкілля, продовольства і сільського господарства. 
Міністром закордонних справ стала 5 травня 2006, — вперше в історії Великої Британії на цю посаду заступила жінка. 3 жовтня 2008 Маргарет Беккет стала міністром житлового будівництва і планування, але 5 червня 2009 її на цій посаді змінив Джон Хілі. У Палаті громад 55-скликання (з 2010 року), Маргарет Беккет залишається однією з найдосвідченіших депутатів, протягом більш ніж десяти років роботи в уряді країни.